# Korpetjärnet, Bohuslän
Korpetjärnet är en sjö i Munkedals kommun i Bohuslän och ingår i Enningdalsälvens huvudavrinningsområde. Sjön är 7 meter djup, har en yta på 0,05 kvadratkilometer och är belägen 159 meter över havet.